# Лещёв, Альберт Викторович
Альберт Викторович Лещёв (род. 27 сентября 1971, Ижевск) — российский хоккеист, нападающий. Главный тренер юниорской сборной России до 18 лет.
Воспитанник «Ижсталь» Ижевск.

## Игровая карьера
- 1989—1990: «Молот»;
- 1990—1991: «Динамо» Минск;
- 1991—2001, 2002—2003 и 2009—2010: ЦСКА, причем сезон 1996—1997 провел в высшей лиге. В сезоне 2001—2002 выступал за ХК ЦСКА. Параллельно выступал за ЦСКА-2 в сезонах 1991—1992, 1992—1993, 1995—1996, 1998—1999, 2000—2001.
- 2003—2008: «Химик» Московская область.
- 2008—2009: СКА.
- 18 ноября 2009 года обменян в ЦСКА на выбор в первом раунде драфта-2010.
- Завершил карьеру в 2010 году.

## Тренерская карьера
- Тренер команды «Серебряные Акулы» Москва 1992—1993 г.р. в 2010—2011 гг.
- Старший тренер МХК «Красная Армия» Москва с 20 мая 2011 г.
- Старший тренер «Звезда-ВДВ» Дмитров с августа по 19 октября 2015 г.
- И. о. главного тренера «Звезда-ВДВ» Дмитров с 19 октября по 20 ноября 2015 года.
- Тренер ЦСКА 05 июля 2017 года — 07 июля 2018 года.
- Главный тренер МХК «Красная Армия» Москва с 07 июля 2018 года.
- Главный тренер юношеской сборной России до 17 лет с 07 декабря 2019 года.
- Старший тренер МХК СКА-1946 (Санкт-Петербург) с 09 декабря 2019.

## Достижения
В составе сборной России — победитель Кубка «Карьяла» — 2006, Кубка Первого канала — 2006, второй призёр Евротура — 2006—2007.
В составе ЦСКА — обладатель Кубка Шпенглера 1991.
16 ноября 2008 года, выступая за «Атлант», Лещёв в возрасте 37 лет и 1 месяца сделал хет-трик в ворота нижегородского «Торпедо».